# Visar Bekaj
Visar Bekaj (Pristina, 24 de mayo de 1997) es un futbolista kosovar que juega en la demarcación de portero para el Hatayspor de la Superliga de Turquía.

## Selección nacional
Al tener padres albaneses, Bekaj empezó jugando en la selección de fútbol sub-17 de Albania, donde disputó tres partidos. Más tarde cambió de bando, yéndose a la selección de fútbol sub-21 de Kosovo. Finalmente hizo su debut con la selección de fútbol de Kosovo el 13 de noviembre de 2015 en un partido amistoso contra Albania que finalizó con un resultado de empate a dos tras los goles de Rey Manaj y Amir Rrahmani para Albania, y de Bersant Celina y Elba Rashani para Kosovo.

## Clubes
| Club            | País    | Año       | Partidos | Goles |
| --------------- | ------- | --------- | -------- | ----- |
| F. C. Prishtina | Kosovo  | 2014-2020 | 72       | 0     |
| K. F. Tirana    | Albania | 2020-2023 | 117      | 0     |
| Hatayspor       | Turquía | 2023-     | 26       | 0     |

## Palmarés

### Títulos nacionales
| Título               | Club            | País    | Año  |
| -------------------- | --------------- | ------- | ---- |
| Supercopa de Kosovo  | F. C. Prishtina | Kosovo  | 2016 |
| Copa de Kosovo       | F. C. Prishtina | Kosovo  | 2018 |
| Copa de Kosovo       | F. C. Prishtina | Kosovo  | 2020 |
| Superliga de Albania | K. F. Tirana    | Albania | 2022 |